# Hantes-Wihéries
Hantes-Wihéries is een dorp in de Belgische provincie Henegouwen, en een deelgemeente van de Waalse stad Erquelinnes.
Hantes-Wihéries was een zelfstandige gemeente, tot die bij de gemeentelijke herindeling van 1977 toegevoegd werd aan de gemeente Erquelinnes.

## Demografische ontwikkeling
- Bronnen:NIS, Opm:1831 tot en met 1970=volkstellingen, 1976= inwoneraantal per 31 december

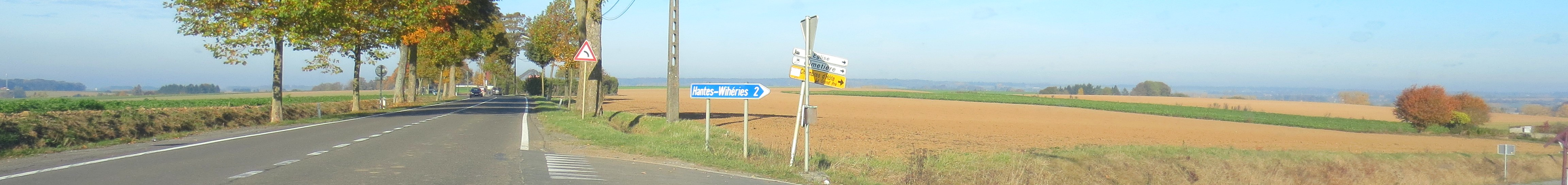
Hantes-Wiheries

## Bezienswaardigheden
- De Église Saint-Remi